# Osterkirche (Hamburg-Ottensen)

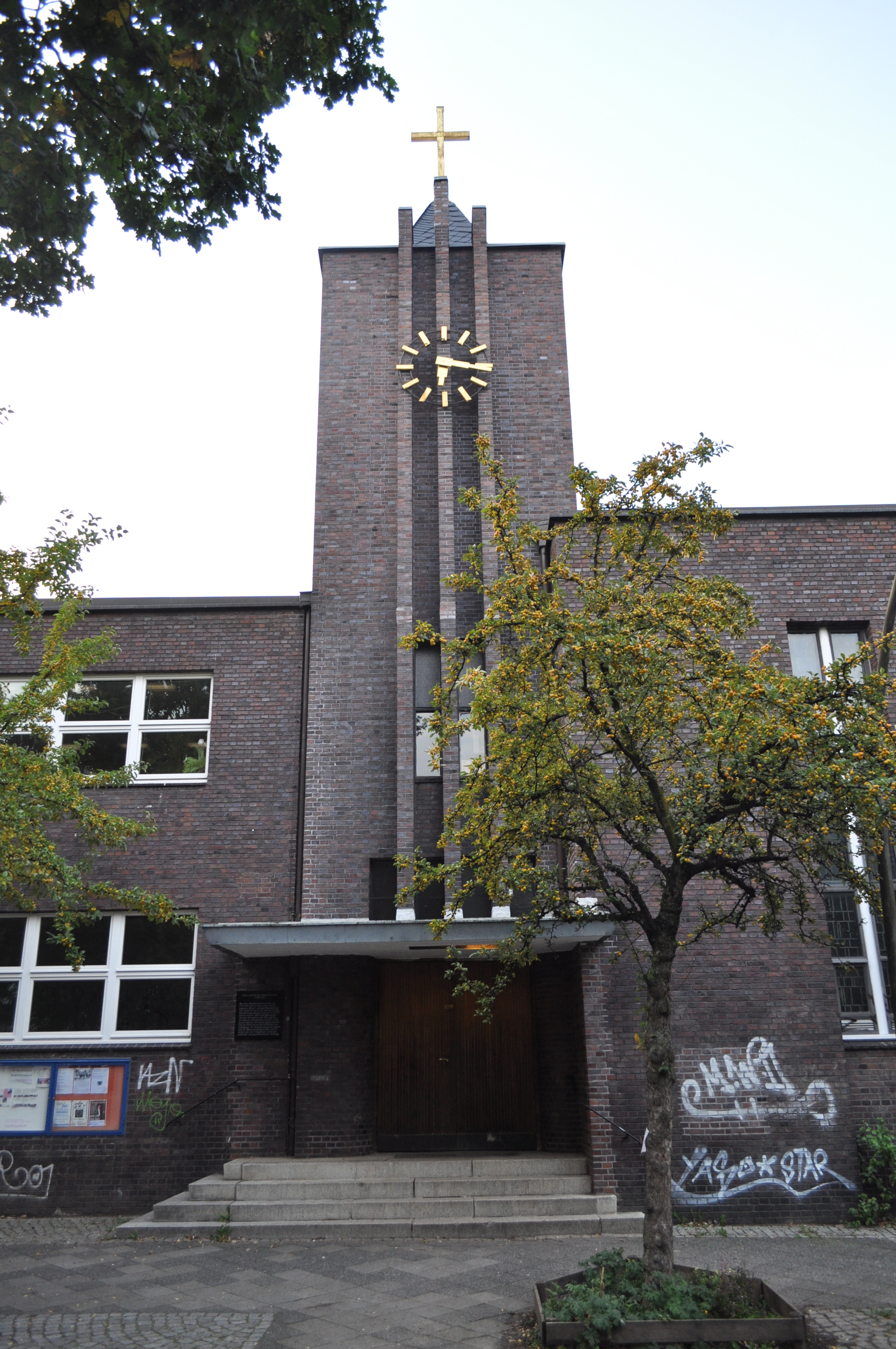
Portalansicht

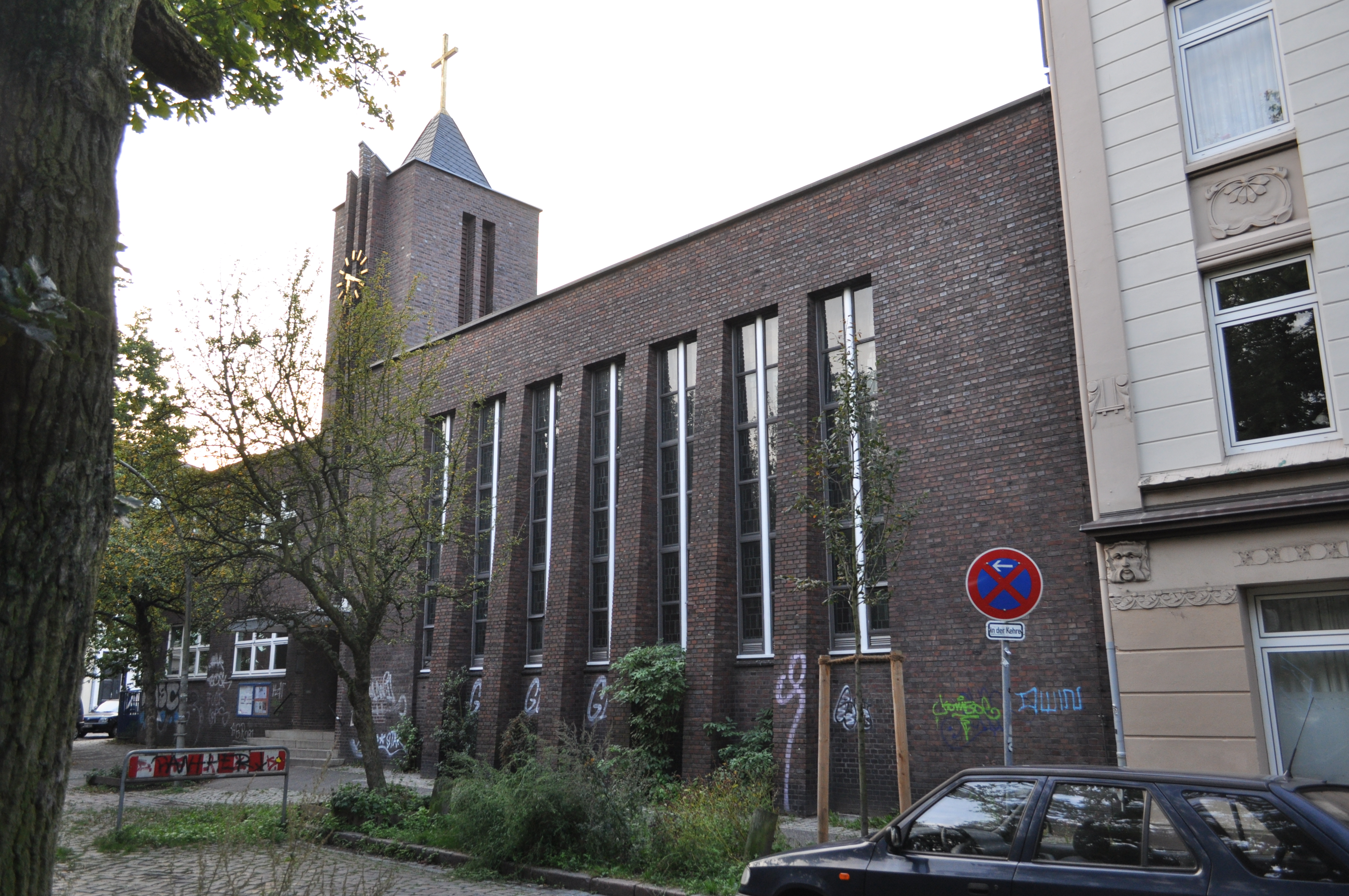
Ansicht von der Straßenseite

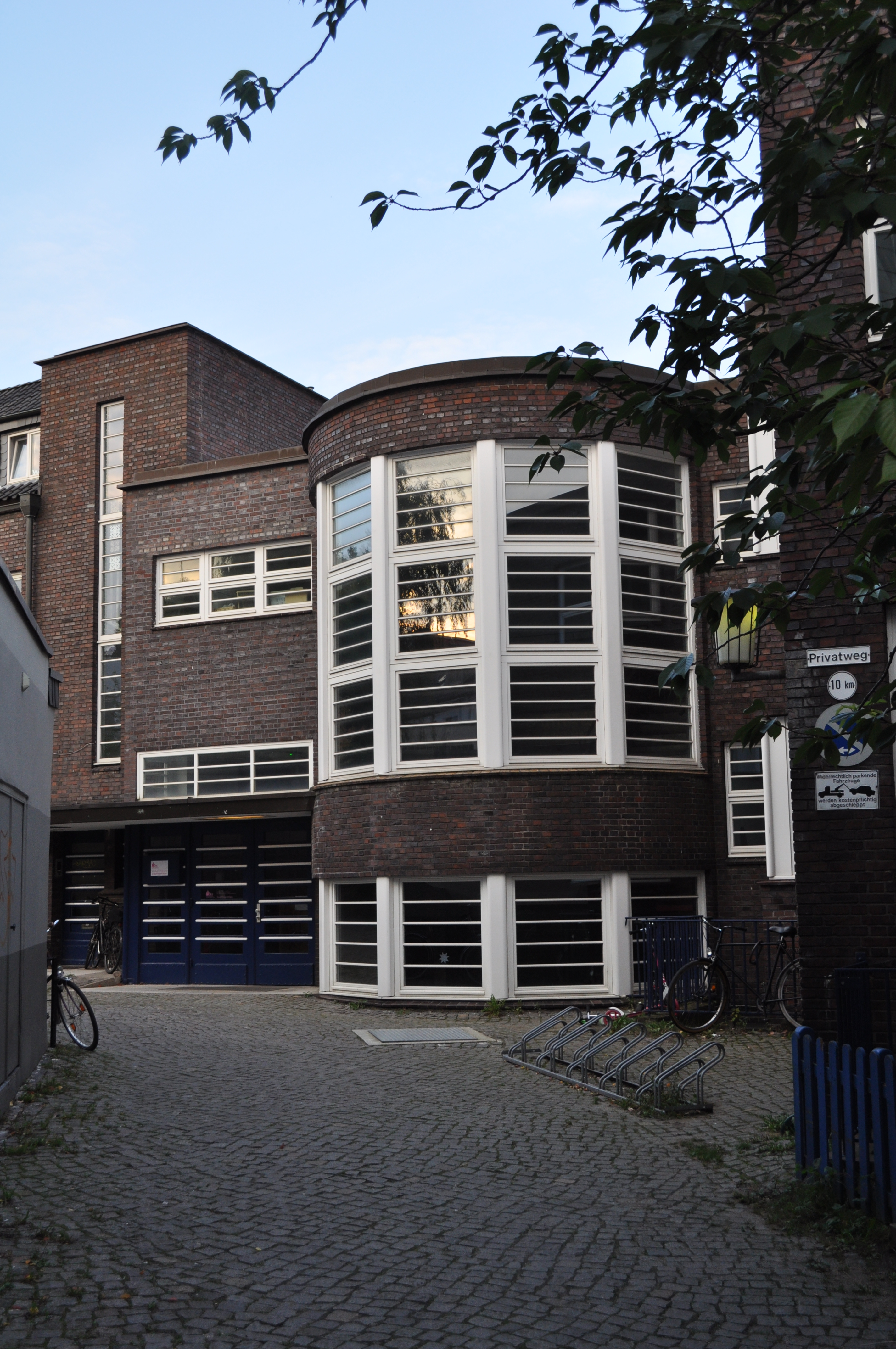
Das Gemeindehaus der Osterkirche

Die Osterkirche ist ein denkmalgeschütztes Kirchengebäude in Ottensen, einem Stadtteil Hamburgs im Bezirk Altona. Das Gebäude ist in der Denkmalliste von Hamburg unter der Nr. 14368 eingetragen. Die Kirche ist der Evangelisch-Lutherischen Kirchengemeinde Ottensen Christianskirche-Osterkirche in der Evangelisch-Lutherischen Kirche in Norddeutschland zugehörig.

## Geschichte und Architektur
Die Kreuzkirchengemeinde in Ottensen ließ das Gebäude in den Jahren 1930 bis 1931 errichten, seine Einweihung fand am 4. Januar 1931 statt. Die Pläne erstellte 1927 der Architekt Kurt Stoltenberg, zunächst als Mitarbeiter des Architekturbüros Raabe & Wöhlecke, ab 1930 leitete er als dessen Alleininhaber den Bau. Das Gebäude wurde in Backstein ausgeführt und lehnt sich an den Hamburgischen Expressionismus an. Der Turm ist im Verhältnis zum Kirchenschiff niedrig. Das Hauptgebäude enthielt bereits seit der Einweihung die Kirche und die Gemeinderäume. Die dunkel und sachlich gehaltene Fassade erinnert an Industriebauten. Der Innenraum war vom dunklen Holz der Emporen, der Bänke und der Balkendecke geprägt.
Der Architekt Otto Andersen modernisierte den Innenraum in den Jahren 1957 bis 1958. Das mächtige, expressionistische Kreuz und der Altar von Walter von Ruckteschell wurden entfernt und durch einen Altar, ein Bronzekreuz und Altarleuchter von Fritz Fleer ersetzt. Gleichzeitig erhielten die Holzflächen einen neuen Anstrich in hellen Grautönen.
Seit der Fusion von Christianskirchengemeinde und Osterkirchengemeinde zur Kirchengemeinde Ottensen im Jahre 2007 finden in der Osterkirche keine Gemeindegottesdienste mehr statt. Eine evangelisch-lutherische Grundschule in Trägerschaft der Bugenhagenschulen Alsterdorf ist in den Gebäudekomplex eingezogen.

## Altonaer Bekenntnis

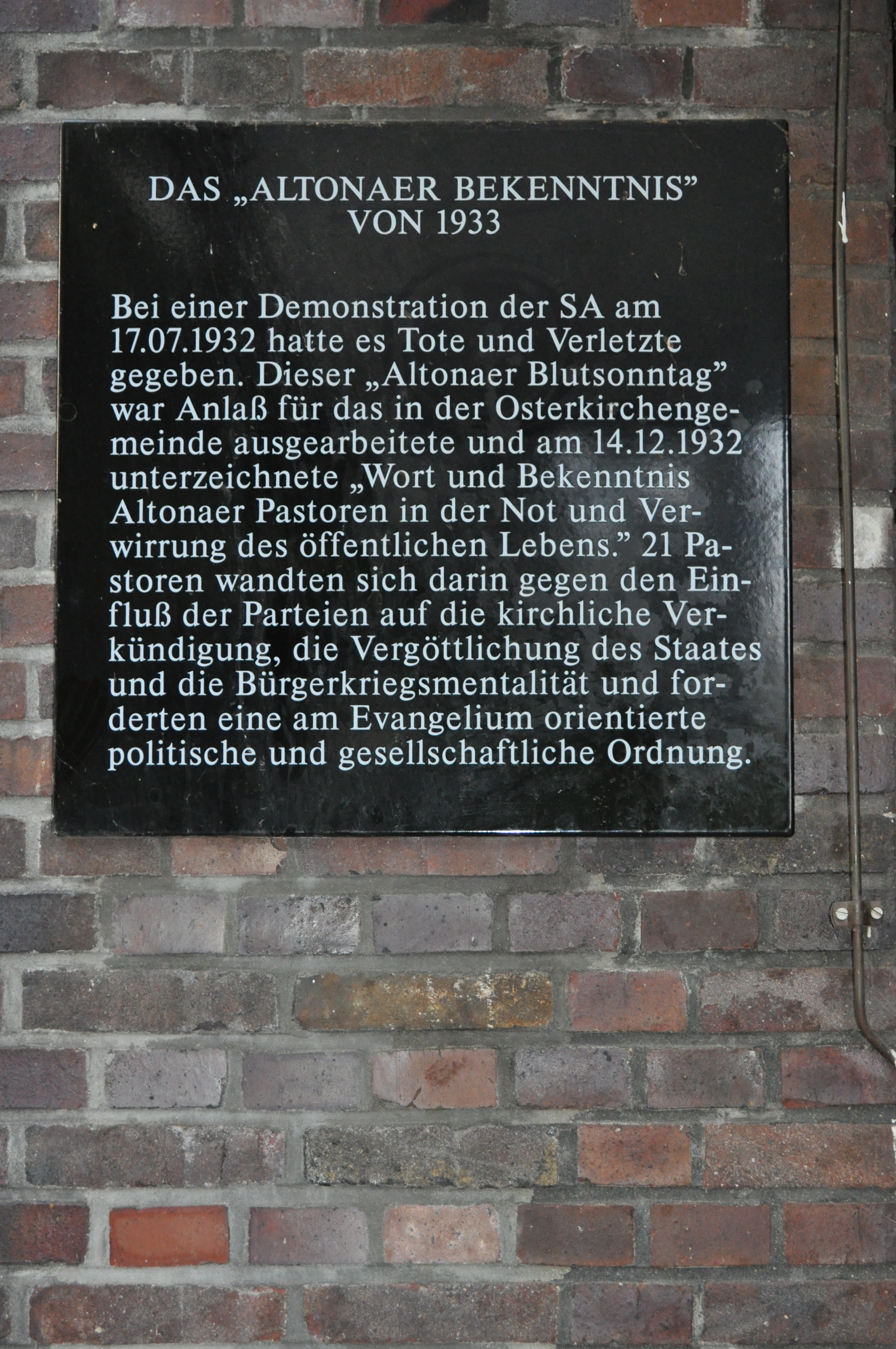

In der Zeit des aufkeimenden Nationalsozialismus unterzeichneten 21 Pastoren am 14. Dezember 1932 das Wort und Bekenntnis Altonaer Pastoren in der Not und Verwirrung des öffentlichen Lebens.
Eine an dem Gebäude angebrachte Gedenktafel erinnert an die Toten und Verletzten des Altonaer Blutsonntag, einer Demonstration im Jahr 1932, der Text lautet: Bei einer Demonstration der SA am 17. Juli 1932 hatte es Tote und Verletzte gegeben. Dieser Altonaer Blutsonntag war Anlass für das in der Osterkirchengemeinde ausgearbeitete und am 14. 12. 1932 unterzeichnete Wort und Bekenntnis Altonaer Pastoren in der Not und Verwirrung des öffentlichen Lebens. 21 Pastoren wandten sich darin gegen den Einfluss der Parteien auf die kirchliche Verkündigung, die Vergöttlichung des Staates und die Bürgerkriegsmentalität und forderten eine am Evangelium orientierte politische und gesellschaftliche Ordnung.

## Geistliche
- Ernst Hildebrand, von 1931 bis 1946 Pastor der 2. Pfarrstelle, dann Propst von Altona